# Deuterotinea balcanica
Deuterotinea balcanica is een vlinder uit de onderfamilie Eriocottinae van de familie Eriocottidae. De wetenschappelijke naam is voor het eerst geldig gepubliceerd in 1972 door Zagulajev.
De soort komt voor in Europa.